# Cerastium polymorphum
Cerastium polymorphum är en nejlikväxtart som beskrevs av Franz Josef Ivanovich Ruprecht. Cerastium polymorphum ingår i släktet arvar, och familjen nejlikväxter. Inga underarter finns listade i Catalogue of Life.